# Djup (bok)
Djup är en roman från 2004 av Henning Mankell.
Boken utspelar sig under 1915 i den östgötska skärgården där Lars Tobiasson-Svartman mäter upp djup för nya farleder.